# Everybody's Fool
"Everybody's Fool" är en låt av det amerikanska rockbandet Evanescence, utgiven som den fjärde och sista singeln från albumet Fallen den 19 april 2004. Låten skrevs av medlemmarna Amy Lee och Ben Moody, och enligt Lee handlar den om kändisar som strippar och säljer deras kroppar samt utsänder en falsk image. Försäljningen av singeln i Europa blev betydligt sämre än de tre tidigare singlarna från albumet, även om musikvideon spelades flitigt på bland annat MTV då den var aktuell. Videon regisserades av Philip Stölzl och filmades den här gången i Los Angeles 1-4 april 2004.
Innan singeln släpptes diskuterade man huruvida låten "Imaginary" istället skulle bli skivans sista singel, då detta var en av deras äldsta låtar (framförd redan 1998 och en lokal favorit i Little Rock, Arkansas). "Imaginary" släpptes dock i form av en promosingel året innan.

## Låtlista
Europeisk CD (Wind-Up; WIN 674799 2)
1. "Everybody's Fool" (Lee, Moody, LeCompt, Boyd, Gray) – 3:15
2. "Taking Over Me" (Live from Cologne; Lee, Moody, LeCompt, Boyd, Gray) – 4:06
3. "Whisper" (Live from Cologne; Lee, Moody, LeCompt, Boyd, Gray) – 5:22
4. "Everybody's Fool" (Instrumental Version; Lee, Moody, LeCompt, Boyd, Gray) – 3:15

## Medverkande
- Amy Lee — sång, piano, keyboard, körarrangemang
- John LeCompt - gitarr
- Rocky Gray - trummor
- Will Boyd - bas
- Ben Moody — gitarr

## Listplaceringar
| Lista (2004)        | Placering |
| ------------------- | --------- |
| Australien          | 26        |
| Belgien (Flandern)  | 35        |
| Belgien (Vallonien) | 3         |
| Italien             | 16        |
| Nederländerna       | 35        |
| Norge               | 17        |
| Schweiz             | 35        |

### Fotnoter
1. ↑  Moss, Corey. "Evanescence's Amy Lee Hopes To Get Into Film, Rages Against Cheesy Female Idols" Arkiverad 4 juni 2011 hämtat från the Wayback Machine.. MTV News via VH1.com (10 juni 2004). Hämtad 7 november 2006.
2. ↑  Placering på Australiens singellista. Läst 6 maj 2011.
3. ↑  Placering på Belgiens singellista (Flandern). Läst 6 maj 2011.
4. ↑  Placering på Belgiens singellista (Vallonien). Läst 6 maj 2011.
5. ↑  Placering på Italiens singellista. Läst 6 maj 2011.
6. ↑  Placering på Nederländernas singellista. Läst 6 maj 2011.
7. ↑  Placering på Norges singellista. Läst 6 maj 2011.
8. ↑  Placering på Schweiz singellista. Läst 6 maj 2011.